# Národní souručenství

Emblem des Národní souručenství

Národní souručenství (NS), deutsch etwa „Nationale Gemeinschaft“ a), war während der Existenz des Protektorats Böhmen und Mähren auf dem Teilgebiet der ehemaligen Tschechoslowakei die einzige politische parteiähnliche Organisation.

## Geschichte
Nach der Bildung des Protektorats am 16. März 1939 wurden sämtliche bisherige Parteien verboten. An ihrer Stelle sollte ein Konstrukt treten, das alle politischen Strömungen kanalisieren und jegliche Opposition verhindern sollte. Als Vorsitzender dieser einzigen durch die Nationalsozialisten bewilligten Parteiorganisation wurde der Präsident des Protektorats Emil Hácha bestimmt, der am 21. März 1939 das Národní souručenství zuließ, weitere führende Posten bestimmte und sich dabei an der Zusammensetzung der Regierungskoalition zu Anfang 1939 orientierte. An die Spitze trat Hácha selber, als Stellvertreter wurde dann der Agrarier Adolf Hrubý ernannt.
Am 6. April 1939 wurde das Národní souručenství zur einzigen politischen Partei des Protektorats erklärt. Bei der Bildung der Organisation wurde auf Erfahrungen mit der bereits einige Monate funktionierenden Strana národní jednoty („Partei der nationalen Einheit“) von 1938 zurückgegriffen.
Während der ersten Phase wurde die Partei durch die „Reaktionäre“ der früheren Agrarpartei beherrscht, mit einem strikt „christlich-nationalistischen, scharf anti-semitischen, stark anti-sozialistischen Programm“. Mitgliederanwärter mussten mit „Ariernachweis“ bis zur dritten Generation rückwirkend ihre „korrekte“ Abstammung nachweisen; Juden durften keine Mitglieder werden, ebenso wenig Freimaurer. Am Anfang (bis zum März 1940) war der Zutritt in die NS für Frauen nicht möglich.
Einerseits bedeutete die Etablierung dieser Sammelbewegung das Ende der parlamentarischen Demokratie, andererseits versprach sich Präsident Hácha von dieser Maßnahme, eine direkte Machtübernahme durch tschechische Faschisten verhindern zu können. Bereits in den Tagen vor der Ausrufung des Protektorats nahmen die tschechische faschistische Kleinpartei Národní obec fašistická (Nationale faschistische Gemeinde) des ehemaligen Generals Radola Gajda sowie die rechtsextremistische Partei Vlajka Kontakte zu deutschen Stellen in Prag auf und sondierten die Möglichkeiten für eine Regierungsbildung. Zu der Anfangszeit nahm man an, die Organisation könnte zu einer Plattform für die Verteidigung einer wie auch gearteten Autonomie tschechischer Selbstverwaltung sein; es gab auch eine Zusammenarbeit mit den Gruppen des tschechischen Widerstandes im Land. Diese Strategie ging jedoch nicht auf, ab 1941 überwog die Strategie der Kollaboration mit dem NS-Regime.
Zum 15. Januar 1943 wurde das Národní souručenství als eine politische Partei aufgelöst und in eine kultur- und bildungspolitischen Organisation umgewandelt. 1945 wurde die Organisation aufgelöst.